# Puya ctenorhyncha
Puya ctenorhyncha är en gräsväxtart som beskrevs av Lyman Bradford Smith. Puya ctenorhyncha ingår i släktet Puya och familjen Bromeliaceae. Inga underarter finns listade i Catalogue of Life.